# Bardesanes
Bardesanes (Edessa, 11 de julho de 154 — meados de 222), ܒܪܕܝܨܢ em siríaco, Bardaiṣān, foi um gnóstico siríaco, fundador do "bardesanismo" e um cientista, estudioso, astrólogo, filósofo e poeta, particularmente reconhecido por seus conhecimentos sobre Índia antiga, sobre a qual escreveu um livro, hoje perdido. É considerado por alguns como criador da literatura siríaco-cristã.

## Biografia
Bardesanes nasceu em 11 de julho de 154 (ou 164?) em Edessa, a capital do Reino de Osroena, de pais ricos. Para homenagear a cidade de seu nascimento, seus pais o chamaram de "Filho de Daisan", o rio em cujas margens está Edessa. Por conta de sua origem estrangeira, ele é às vezes chamado de "o Parta"  (por Sexto Júlio Africano), ou "o Babilônio" (por Porfírio). E, por conta de suas atividades posteriores na Armênia, "o Armênio" (por Hipólito de Roma), enquanto que Efrém o chama de "filósofo dos arameus" (ܦܝܠܘܣܘܦܐ ܕܐܖ̈ܡܝܐ em siríaco, Filosofā d-Aramayē). Seus pais partos, Nuhama and Nah 'siram, devem ter sido pessoas de certo status, uma vez que seu filho foi educado juntamente com o príncipe-herdeiro do reino Osroena, na corte de Abgar Manu VIII. 
Por causa de distúrbios políticos em Edessa, Bardesanes e seus pais se mudaram por um tempo para Hierápolis Bambice. Lá, o garoto foi criado na casa de um sacerdote pagão chamado Anuduzbar. Na escola, sem dúvida, ele aprendeu todas as minúcias da astrologia babilônia. um treinamento que para sempre marcou a sua mente e provou ser a sua perdição futuramente. Com a idade de vinte e cinco, ele teve a oportunidade de ouvir as homilias de Hístaspes, o bispo de Edessa, recebeu sua instrução, foi batizado e chegou até mesmo a ser admitido no diaconato ou no sacerdócio, embora neste caso a palavra pode ter significado apenas que ele estava entre outros no colégio de presbíteros, uma vez que ele continuou sua vida como leigo, teve um filho - chamado Harmônio - e, quando Abgar IX, o amigo de infância, ascendeu ao trono em 179, ele tomou um lugar ao seu lado na corte. Ele claramente não era um asceta e se vestia com luxo "com berilos e cafetã", de acordo com Efrém.
Epífanes e Bar Hebreu afirmam que ele primeiro foi um cristão ortodoxo e, depois, um aderente de Valentim.
Talvez por causa das perseguições de Caracala, Bardesanes se retirou por um tempo até a Armênia e, conta-se, que ele lá pregou o Cristianismo sem muito sucesso, além de ter composto uma história dos reis armênios.

### Encontro com religiosos da Índia
Porfírio afirma que uma vez, em Edessa, Bardesanes entrevistou um conjunto de homens sagrados da Índia (chamados de Σαρμαναίοι, Sramanas), que para ali tinham sido enviados pelo imperador romano Heliogábalo (ou outro imperador da dinastia severa), e questionado-os sobre a natureza da religião indiana. O encontro está descrito na obra de Porfírio chamada "Sobre a abstinência de carne" e em Estobeu (Eccles., iii, 56, 141).

## Obras
Bardesanes aparentemente foi um autor muito prolífico. Embora quase todas as suas obras tenham se perdido, sobreviveram as seguintes (ainda que em trechos citados em obras de terceiros):
- Diálogos contra Marcião e Valentim[5][6].
- Diálogo "Contra o Destino" endereçado a um "Antonino". Se este Antonino é meramente um amigo de Bardesanes ou um imperador romano e, se for, qual dos Antoninos, é tema de grande controvérsia. Também não é claro se este diálogo é idêntico ao "Livro das Leis dos Países"[5][7].
- Um "Livro de Salmos", com 150 deles[8]. Estes salmos se tornaram famosos na história de Edessa, suas palavras e melodias viveram por gerações nos lábios das pessoas. Apenas quando Santo Efrém compôs hinos com a mesma métrica pentassilábica e as fez cantar nas mesmas melodias que os salmos de Bardesanes é que ele acabou caindo em desuso. É provável que tenhamos hoje em dia uns poucos dos hinos de Bardesanes na obra gnóstica "Atos de Tomé". O Hino da Pérola, as "Esposas da Sabedoria", a prece consecratória do batismo e da comunhão. Destes, apenas o Hino da Pérola é amplamente aceito como sendo de Bardesanes. Embora seja maculado por algumas partes obscuras, a beleza deste hino é surpreendente.

- Tratados astrológico-teológicos, nos quais seus pontos de fé particulares foram expostos. Eles são referenciados por Santo Efrém e, entre eles, está um tratado sobre a luz e a escuridão. Um fragmento de um tratado astronômico de Bardesanes foi preservado por Jorge, bispo dos árabes, e republicado por Nau[9].
- Uma "História da Armênia". Moisés de Corene afirma que Bardesanes "tendo tomado refúgio na fortaleza de Ani, leu lá os registros do templi nos quais os grandes atos dos reis estavam relatados. A eles, ele acrescentou os eventos de sua própria época. Ele os escreveu em siríaco, mas seu livro foi depois traduzido para o grego". Embora a exatidão desta afirmação não esteja acima de suspeita, é provável que esteja fundamentada em algum fato.
- "Um relato sobre Índia". Bardesanes obteve sua informação sobre a Índia dos embaixadores dos Sramana (monges vagantes) ao imperador romano Heliogábalo. Uns poucos trechos foram preservados por Porfírio e Estobeu[10].
- Livro sobre as Leis dos Países". Este famoso diálogo, o mais antigo remanescente não somente dos ensinamentos bardesanitas, mas também da literatura siríaca, não é de Bardesanes, mas de um certo Filipe, seu discípulo. O principal narrador, porém, é Bardesanes e não temos porque duvidar de que o que lhe foi posto na boca representa corretamente o que acreditava. Trechos da obra estão preservados na obra de Eusébio[11], em Cesário[12] e, em latim, nos "Reconhecimentos" de Pseudo-Clemente[13]. Um texto completo em siríaco foi pela primeira vez publicado num manuscrito do século VI ou VII agora no Museu Britânico, por William Cureton, em sua Spicilegium Syriacum (Londres, 1855), e por Nau. Há dúvidas sobre se o original teria sido em siríaco ou grego. Nau crê no primeiro. Argumentando contra um discípulo chamado Abida, Bardesanes procura mostrar que as ações humanas não são inteiramente ocasionadas pelo destino, resultado de combinações estelares. A partir disto, o fato de que as mesmas leis, costumes e modos geralmente prevalecem sobre diversas pessoas vivendo numa mesma localidade - ou vivendo mais longe, mas sob as mesmas tradições - Bardesanes procura mostrar que a posição das estrelas no nascimento dos indivíduos não tem muita influência sobre a sua conduta posterior e, daí, o título "Livro sobre as Leis dos Países".

## Doutrina
Várias opiniões já se formaram sobre a doutrina verdadeira de Bardesanes. Já no tempo de Santo Hipólito, sua doutrina já era descrita como uma forma do valentianismo, a forma mais popular do gnosticismo. Adolf Hilgenfeld, em 1864, defendeu este ponto de vista, baseado majoritariamente em trechos de Efrém da Síria, que devotou a sua vida ao combate do bardesanismo em Edessa.
As expressões fortes e apaixonadas de Santo Efrém contra os bardesanitas de sua época não constituem um critério justo da doutrina de seu mestre. A veneração extraordinária de seus conterrâneos, a alusão muito reservada e quase respeitosa feita a ele pelos primeiros Padres da Igreja e, sobretudo,  o "Livro das Leis das Nações" sugerem uma visão mais branda das aberrações de Bardesanes. Ele poderia ser chamado de gnóstico no sentido estrito da palavra pois, como muitos dos primeiros cristãos, ele acreditava num Deus todo-poderoso, criador do céu e da terra, cuja vontade é absoluta e a quem tudo está sujeito. Deus deu ao homem o livre-arbítrio para que ele pudesse obter a salvação e permitiu que o mundo fosse uma mistura do bem e do mal, da luz e das trevas. Todas as coisas, mesmo as consideradas inanimadas, tem liberdade em alguma medida. Em todas as coisas, a luz tem que superar as trevas. Após seis mil anos, a terra chegaria ao fim e um mundo sem o mal tomaria seu lugar.
Porém, Bardesanes também acreditava que o Sol, a Lua e os planetas eram seres vivos, a quem, sob Deus, o governo do mundo estava sujeito. E que embora o homem fosse livre, ele era fortemente influenciado - para o bem e para o mal - pelas constelações. O seu catecismo parece ter sido uma estranha mistura da doutrina cristã e referências ao Zodíaco. Talvez inspirado pelo fato de que "espírito" é feminino em siríaco, ele supostamente tinha visões pouco ortodoxas sobre a Trindade. Ele aparentemente negava a ressurreição dos corpos, embora afirmasse que o corpo de Cristo estivesse imbuído com incorruptibilidade, na forma de um presente especial.

## Bardesanismo
Os seguidores de Bardesanes, os Bardesanitas, formavam uma seita no século II que foi considerada herética pela Igreja Católica. Até mesmo o filho de Bardesanes, Harmônio, acabou se desviando da doutrina ortodoxa. Educado em Atenas, ele adicionou à astrologia caldeia de seu pai as ideias gregas sobre a alma, o nascimento e a destruição dos corpos, além de uma espécie de metempsicose.
Um certo Marino, um seguidor de Bardesanes e um dualista que já fora refutado no "Diálogo sobre Adamâncio", afirmou que a doutrina do deus primordial duplo, pois o diabo - segundo ele - não teria sido criado por deus. Ele também era um docetista, pois negava o nascimento de cristo vindo de uma mulher. A forma final do gnosticismo de Bardesanes acabou por influenciar o gnosticismo.
De acordo com Santo Efrém, aos bardesanitas de seu tempo foram dados muitas coisas infantivas e outra, obscenas. O Sol e a Lua foram considerados como "macho" e "fêmea" e as ideias do céu na seita não deixa dúvida sobre a admiração dada pela equipe.
Os esforços zelosos de Santo Efrém para tentar suprimir esta poderosa heresia não tiveram sucesso completo. Rábula de Edessa (431 - 432),  
diz tê-la encontrado por toda parte. Sua existência no século VII foi atestada por Tiago de Edessa, no VII por Jorge, bispo das tribos árabes, no X pelo historiador Almaçudi e até mesmo no XII por Xaxrastani. O Bardesanismo parece ter evoluído primeiro numa forma de valentianismo até chegar ao maniqueísmo comum. Xaxrastani afirma: 
| “ | "Os seguidores de Daisan acreditam em dois elementos, luz e escuridão. A luz é causa do bem, de forma deliberada e com livre vontade; a escuridão é a causa do mal, porém através das forças da natureza e da necessidade. Eles acreditam que a luz é uma coisa viva, possuidora de conhecimento, poder, percepção e compreensão; e ela é fonte do movimento e da vida. E que a escuridão é morta, ignorante, frágil, rígida e desalmada, sem atividade nem discriminação; e eles defendem que o mal dentro deles é o resultado de sua natureza, fora de seu controle." | ” |
|   | — Xaxrastani. |   |